# Maganur, Malavalli
Maganur là một làng thuộc tehsil Malavalli, huyện Mandya, bang Karnataka, Ấn Độ.